# Wutongqiao

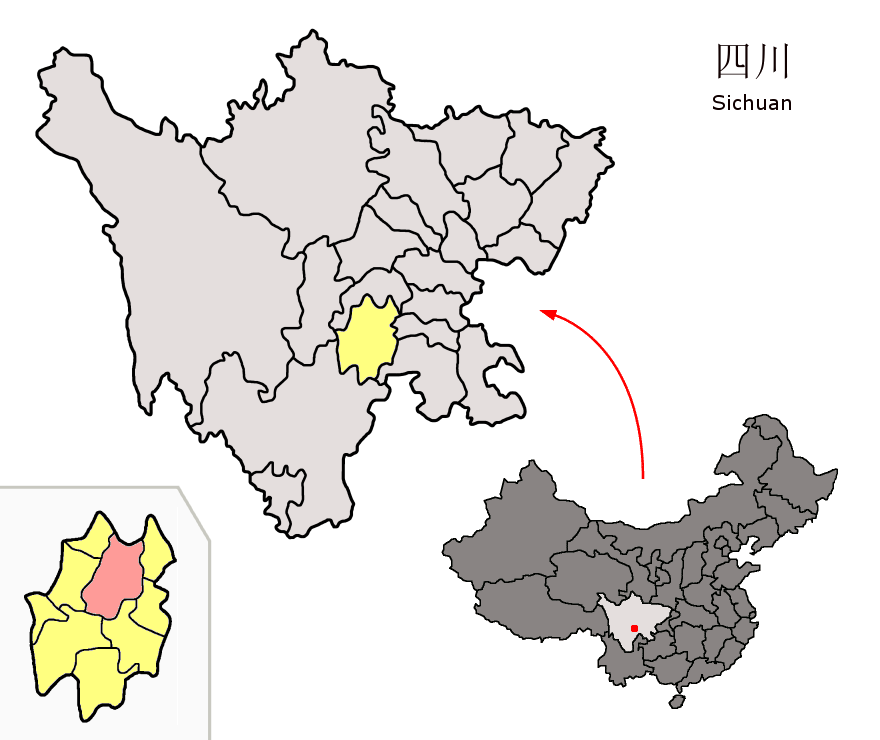
Lage des Gebietes der drei zusammenhängenden Stadtbezirke (rosa) von Leshan (gelb).

Der Stadtbezirk Wutongqiao (chinesisch 五通桥区, Pinyin Wǔtōngqiáo Qū) ist ein Stadtbezirk der bezirksfreien Stadt Leshan in der südwestchinesischen Provinz Sichuan. Der Stadtbezirk liegt südlich des Stadtzentrums von Leshan beiderseits des Min-Flusses, hat eine Fläche von 464,4 km² und zählt 237.933 Einwohner (Stand: Zensus 2020). Sein Hauptort ist die Großgemeinde Zhugen 竹根镇.

## Administrative Gliederung
Auf Gemeindeebene setzt sich der Stadtbezirk aus acht Großgemeinden zusammen. Bis zu einer Verwaltungsreform im Dezember 2019 waren es elf Großgemeinden und eine Gemeinde. Die Großgemeinden Yangliu (jetzt  Teil von Zhugen), Qiaogou (jetzt Teil von Jinsu) und Huishan (jetzt Teil von Jinshan) und die Gemeinde Xinyun (jetzt Teil von Niuhua) wurden im Zuge dieser Verwaltungsreform aufgelöst. Die acht Großgemeinden im Stadtbezirk Wutongqiao sind:
- Großgemeinde Zhugen (竹根镇), Hauptort, am linken Ufer des Min-Flusses
- Großgemeinde Niuhua (牛华镇), 7 km nördlich von Zhugen
- Großgemeinde Jinsu (金粟镇), 12 km südöstlich von Zhugen
- Großgemeinde Jinshan (金山镇), 12 km nordöstlich von Zhugen
- Großgemeinde Xiba (西坝镇), 10 km südwestlich von Zhugen, am rechten Ufer des Min-Flusses
- Großgemeinde Guanying (冠英镇), 12 km nordwestlich von Zhugen
- Großgemeinde Caijin (蔡金镇), 17 km nordwestlich/westlich von Zhugen
- Großgemeinde Shilin (石麟镇), 18 km südwestlich/westlich von Zhugen